# Емилия-Романя
Емилия-Романя, името се среща също и като Емилия-Романия (на италиански: Emilia-Romagna) e един от 20-те региона в Италия. Столица на региона е Болоня. Заема площ от 20 124 км² и има население от 4,2 млн. жители. Вторият по богатство регион в Италия впечатлява също и с кухнята си.

## География
Емилия-Романя e административен регион в Северна Италия, който се състои от двата исторически региона Емилия и Романя. Той оформя своеобразен триъгълник, който граничи на изток с Адриатическо море, на север с река По и на юг с Апенините.
Емилия-Романя е разделена на 9 провинции: Болоня, Форли-Чезена, Модена, Парма, Пиаченца, Равена, Реджо Емилия, Римини и Ферара.

## История
През пролетта 2012 г. в регионалната територия започват много земетресения, с два главни труса през 20 май и 29 май.

## Население
Към 2006 в Емилия-Романя живеят около 300 000 чужденци или 7% от цялото население. Градове с население над 50 000 души:
| Град             | Население (2006) |
| ---------------- | ---------------- |
| Болоня           | 373 743          |
| Модена           | 180 469          |
| Парма            | 175 789          |
| Реджо нел'Емилия | 157 388          |
| Равена           | 149 084          |
| Римини           | 135 682          |
| Ферара           | 132 471          |
| Форли            | 112 477          |
| Пиаченца         | 102 204          |
| Чезена           | 93 857           |
| Имола            | 66 340           |
| Карпи            | 64 517           |
| Фаенца           | 54 749           |